# Chimica industriale

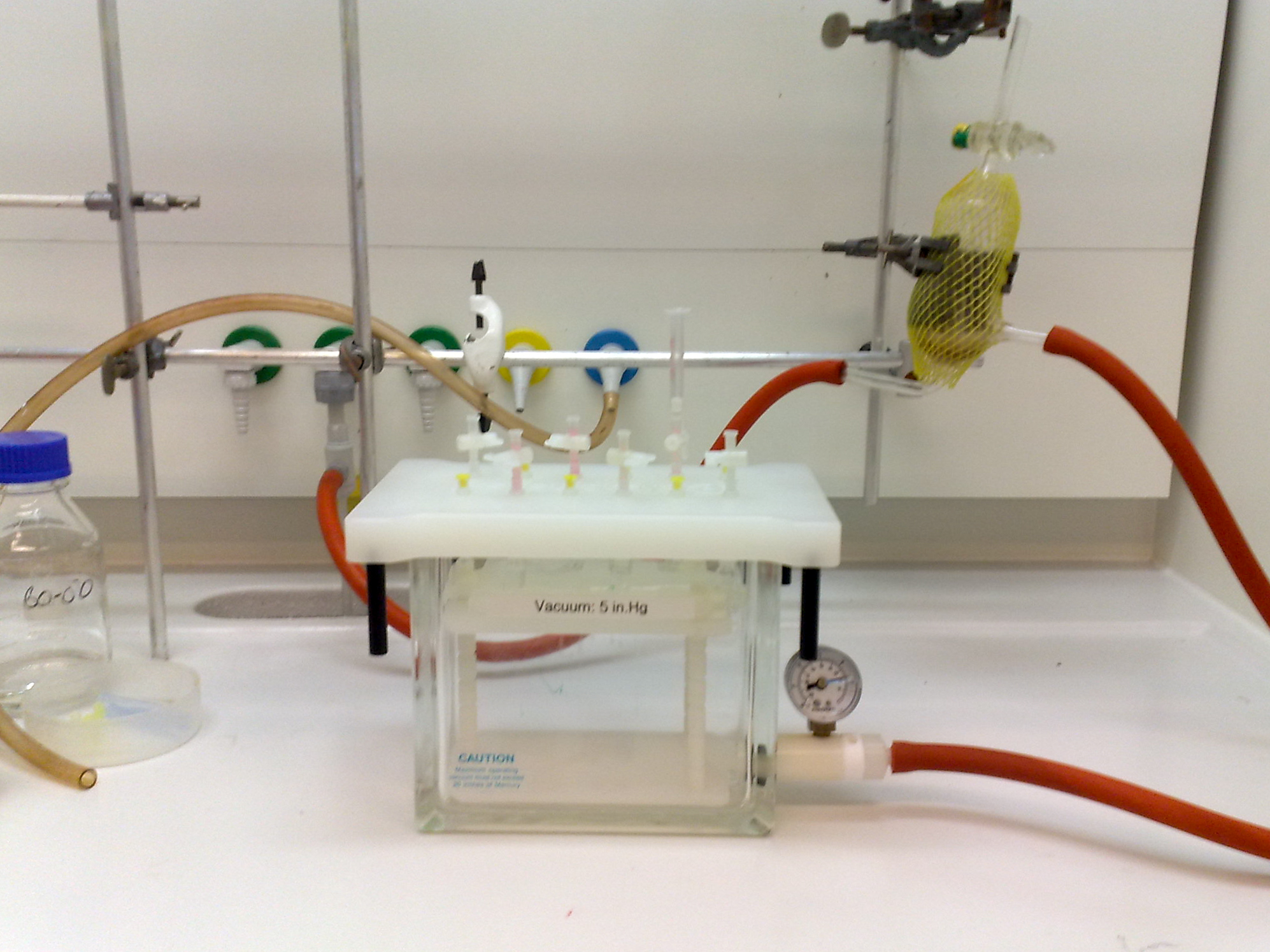
Solid Phase Extraction Vacuum Manifold

La chimica industriale è quella branca della chimica che si occupa delle trasformazioni su scala industriale delle materie prime per la produzione di sostanze chimiche, miscele e materiali di varia natura, dei processi e degli impianti chimici utilizzati e dei loro impatti economici sull'industria e sul costo dei prodotti finiti. 
I settori di studio della chimica Industriale sono, oltre alle varie branche della chimica applicate ai processi industriali (chimica generale, inorganica, organica, analitica e chimica fisica), lo studio della progettazione degli impianti e dei processi chimici, le scienze macromolecolari e le reazioni industriali organiche ed inorganiche. 
La chimica industriale è in continua evoluzione; classiche aree di lavoro di questa disciplina scientifica sono lo studio e la realizzazione di processi che portano alla formazione di un commodity (come acido nitrico, acido solforico, ammoniaca, urea, ecc.) per l'industria inorganica, lo studio della sintesi di materiali plastici (polietilene, polipropilene, cloruro di polivinile, ecc.) e dei processi dell'industria petrolchimica. 
La chimica Industriale si occupa inoltre dello sviluppo di processi sostenibili, dell'analisi, attraverso le leggi della termodinamica e della cinetica chimica, delle condizioni operative delle reazioni chimiche (pressione e temperatura di esercizio, tipo di reattore più idoneo e catalizzatore da impiegare, sempre considerando i costi globali), della ricerca scientifica e delle operazioni di produzione all'interno della realtà industriale.
La chimica industriale pone particolare attenzione agli impianti pilota (modelli in scala ridotta) e alle operazioni unitarie di laboratorio. Con questi può impostare modelli predittivi di tutte le variabili in gioco nel processo chimico e fisico, svolgere il dimensionamento finale e la scelta di materiali ed attrezzature per quello che sarà l'impianto industriale.
In questo ambito entrano in gioco modelli di trasferimento di massa e di calore e la realizzazione di sistemi di controllo, che sono trattati nell'ambito delle discipline dell'ingegneria chimica.
Anche se passando dalla scala di laboratorio alla scala industriale cambiano le quantità in gioco, le operazioni unitarie sono le stesse, indipendentemente dalla natura specifica del materiale in lavorazione. Esempi di tali operazioni unitarie sono: macinazione materie prime, trasporto di fluidi, distillazione di miscele liquide, filtrazione, sedimentazione e cristallizzazione.

Attualmente tendono a perdere importanza i processi produttivi che trattano grandi quantità con basso valore aggiunto, rispetto ai processi per prodotti specifici di elevata complessità molecolare e sintesi. Nel contempo, alla tradizionale attenzione all'uso delle materie prime e del consumo di energia in termini strettamente economici si sta sviluppando (anche per la maggiore vigilanza delle istituzioni) un rispetto maggiore per l'ambiente. Questa tendenza comporta lo studio e la realizzazione dei cosiddetti processi sostenibili e della "chimica verde" (green chemistry).